# Matías Favano
Matías Ezequiel Favano Otermín (ur. 4 lipca 1980 w Morón) – argentyński piłkarz występujący na pozycji pomocnika.

## Kariera klubowa
Wychowanek klubu CA Ituzaingó. W wieku 17 lat przeniósł się do akademii CA Platense. Latem 2001 roku włączono go do składu pierwszej drużyny, rywalizującej w Primera B Nacional. 16 września 2001 Favano rozegrał pierwsze spotkanie na poziomie seniorskim przeciwko CA Gimnasia y Esgrima de Jujuy, zakończone porażką 1:4. Łącznie w sezonie 2001/02 zaliczył 3 ligowe występy – wszystkie jako zmiennik – a CA Platense spadło do Primera B Metropolitana.
W połowie 2002 roku Favano odszedł do urugwajskiego zespołu Racing Club de Montevideo, gdzie rozpoczął regularne występy w podstawowym składzie. 14 lipca 2002 zadebiutował w Primera División Uruguaya w meczu z CA River Plate (1:0). 28 lipca tego samego roku zdobył swoją pierwszą w karierze bramkę w spotkaniu z CA Bella Vista (1:1). Ogółem w sezonie 2002 wystąpił we wszystkich 14 meczach Torneo Permanencia i strzelił 1 gola, a Racing spadł z ligi.
Na początku 2003 roku podpisał kontrakt z CD Universidad de Concepción. 8 lutego 2003 zadebiutował w Primera División de Chile w przegranym 2:5 meczu z Santiago Wanderers. Z powodu limitu obcokrajowców, po fazie apertura rozważano wypożyczenie go do innego klubu, by zwolnić miejsce innemu zagranicznemu zawodnikowi. Łącznie zaliczył 6 gier w lidze i po sezonie 2003 odszedł z zespołu. Na początku 2004 roku został piłkarzem trzecioligowego argentyńskiego Deportivo Español, gdzie rozegrał 10 spotkań.
Na początku 2005 roku Favano odbył testy w Arisie Saloniki oraz Cracovii, gdzie ostatecznie nie znalazł zatrudnienia. W lutym 2005 roku podpisał roczną umowę z Lechem Poznań prowadzonym przez Czesława Michniewicza. Po przybyciu do klubu z powodu trudności z komunikacją oraz aklimatyzacją występował on w zespole rezerw. 7 maja 2005 zadebiutował w I lidze w przegranym 0:3 meczu z Legią Warszawa. Ogółem w barwach Lecha rozegrał 3 spotkania w polskiej ekstraklasie i 1 w Pucharze Intertoto.
Przed sezonem 2005/06 przeszedł do Polonii Warszawa, w której zaliczył 1 ligowy występ przeciwko Górnikowi Łęczna, przegrany 0:3. Wkrótce po tym trener Dariusz Kubicki przesunął go do drużyny rezerw, gdzie Favano pozostał do momentu polubownego rozwiązania kontraktu w grudniu 2015 roku.
Od połowy 2006 roku Favano występował w amatorskich włoskich klubach grających na poziomie Serie D i Eccellenzy: Nuovo Campobasso Calcio, Pomezii Calcio, ASD Albalonga, Monturanese Calcio, US Tolentino oraz SSD Vigor Cisterna.
W styczniu 2010 roku opuścił Włochy i podpisał umowę z Universitario de Sucre (LFPB), z którym awansował do Copa Sudamericana 2010. W sierpniu 2010 roku klub rozwiązał z nim kontrakt. Wkrótce po tym Favano powrócił do SSD Vigor Cisterna. W styczniu 2012 roku negocjował transfer do malezyjskiego zespołu Felda United FC, jednak ostatecznie został on zawodnikiem Comisión de Actividades Infantiles, grającego w Torneo Argentino A. Pod koniec tego samego roku zakończył grę w piłkę nożną.

## Życie prywatne
Posiada obywatelstwo argentyńskie i włoskie.